# Order Danebroga

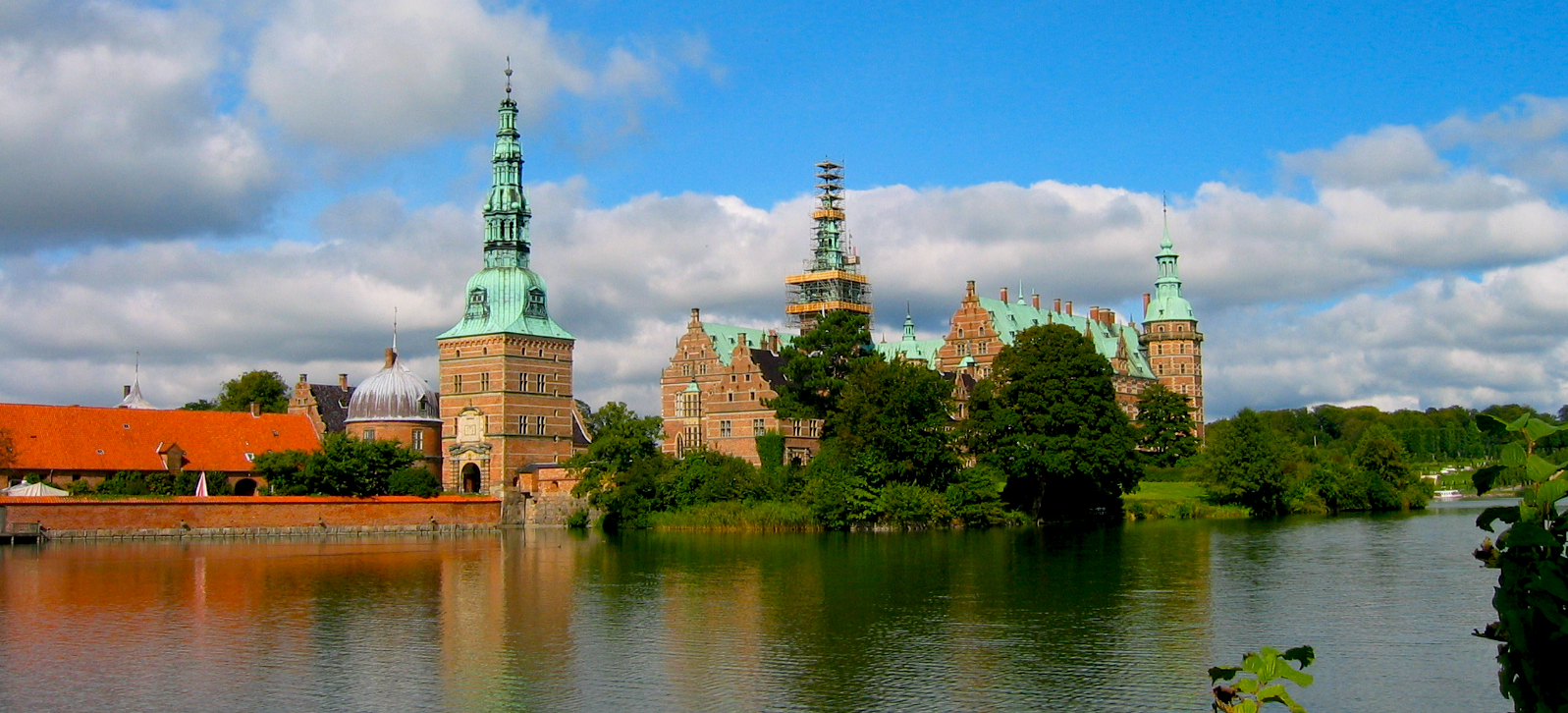
Zamek Frederiksborg w Hillerød, gdzie mieści się kaplica orderu

Order Danebroga (duń. Dannebrogordenen; Order Flagi Danii) – jeden z najstarszych orderów świata, drugie w precedencji odznaczenie Królestwa Danii (po Orderze Słonia), nadawane za zasługi cywilne i wojskowe.

## Historia
Order został ustanowiony 12 października 1671 przez króla Chrystiana V w formie zakonu rycerskiego. Nosi nazwę duńskiej flagi narodowej – Danebroga – (białego krzyża skandynawskiego w czerwonym polu) i przy założeniu jego powoływano się na bitwę pod Revalem (obecnie: Tallinn) w 1219, gdzie walczącym z pogańskimi Estami oddziałom króla duńskiego Waldemara II Zwycięskiego ukazała się na niebie czerwona flaga z białym krzyżem i dodała im sił do zwycięstwa, po czym Waldemar ogłosił ją narodową flagą Danii i stworzył podobno zakon rycerski dla 35 członków noszący jej nazwę. W 1693 Danebrog, nadal zakon rycerski i odznaczenie jednoklasowe, otrzymał nowe statuty (dopuszczono liczbę 50 rycerzy), a 28 czerwca 1808 król Fryderyk VI przekształcił go w odznaczenie za zasługi, wprowadzając cztery klasy: Wielki Komandor, Krzyż Wielki, Komandor i Kawaler, a także związaną z orderem „Odznakę Honorową Ludzi Danebroga” (Dannebrogsmændenes Hæderstegn), przeznaczone wówczas dla wszystkich tzn. również dla osób pochodzenia nieszlacheckiego. W 1842 utworzono I klasę z połączenia Wielkich Komandorów oraz Krzyży Wielkich. W 1861 podzielono klasę Komandorów na dwa stopnie, gdzie 1. stopień posiadał gwiazdę, a 2. stopień bez gwiazdy przeznaczony był początkowo wyłącznie dla obcokrajowców, co rozszerzono w trzy lata później na poddanych duńskich. W 1864 rozpoczęto również nadawanie dodatkowych Krzyży Wielkich z Diamentami. Nowe statuty z 1951 umożliwiły nadawanie Danebroga kobietom, a w 1952 podzieliły klasę Kawalerów na dwie i zmieniły nazwę odznaki na „Odznakę Honorową Orderu Danebroga” (Dannebrogordenes Hæderstegn).
Obecny podział na klasy i stopnie:
- I klasa:
  - Wielki Komandor (Storkommandør, skr. S.Kmd.) – ust. 1842 (dla najwyżej siedmiu osób z rodzin panujących, spokrewnionych z dynastią duńską);
  - Krzyż Wielki lub Krzyż Wielki z Diamentami (Storkors lub Storkors i diamanter, skr. S.K. lub S.K.i diam.) – ust. 1693 (z diam. ust. 1864)
- II klasa:
  - Komandor 1. Stopnia (Kommandør af 1. grad, skr. K.1) – ust. 1808;
  - Komandor (Kommandør, skr. K) – ust. 1861/4;
- III klasa:
  - Kawaler 1. Stopnia (Ridder af 1. grad, skr. R.1) – ust. 1808;
  - Kawaler (Ridder, skr. R) – ust. 1952;

dodatkowo:
- Odznaka Honorowa (Hæderstegn, skr D.Ht.), zwana „Srebrnym Krzyżem” (Sølvkors) – ust. 1809[3][4].

Herby Wielkich Komandorów i Kawalerów Wielkiego Krzyża są umieszczane w kaplicy orderu na zamku Frederiksborg w Hillerød. Wielkim Mistrzem społeczności orderu jest aktualnie panujący monarcha duński. Świętami Danebroga są 28 stycznia, urodziny Fryderyka VI, i 15 kwietnia, urodziny Chrystiana V.
Spis odznaczonych obejmuje dziś około 40 tysięcy osób, lecz dotyczy to tylko nagrodzonych po 1884, gdyż archiwum orderu uległo zniszczeniu podczas pożaru zamku Christiansborg.

## Insygnia
Insygnia Orderu Danebroga to oznaka, gwiazda Wielkich Komandorów, Kawalerów Wielkiego Krzyża i gwiazda w postaci krzyża dla Komandorów 1. Stopnia oraz łańcuch Wielkich Komandorów i specjalna oznaka „Ludzi Danebroga”. Oznaka orderu to krzyż łaciński z rozszerzonymi zakończeniami ramion, emaliowany na biało z czerwoną bordiurą i ze złotymi koronami między ramionami, z ukoronowanym monogramem „C 5” pośrodku, z napisem „Gud og Kongen” (Bóg i Król) na awersie, z monogramami „V 2” i „F 6” oraz z datami „1219”, „1671” i „1808” na rewersie. Nad górnym ramieniem krzyża umieszczony jest monogram aktualnie panującego monarchy. Zawieszką jest złota korona królewska. Oznaka Wielkich Komandorów jest nieemaliowana i pokryta brylantami. Order Danebroga noszony jest na białej wstędze z obustronnymi czerwonymi bordiurami. „Odznaka Honorowa” jest nieemaliowana, srebrna, i może być nadawana tylko poddanym duńskim, którzy już są Kawalerami Danebroga.
Gwiazda pierwszych dwóch najwyższych klas jest srebrna, ośmiopromienna z nałożoną na nią oznaką orderu. Krzyż na pierś Komandorów 1. Stopnia jest zamiast emalii pokryty cyzelowanym srebrem i ma w medalionie środkowym monogram Waldemara II oraz napis „Gud og Kongen”. Łańcuch składa się z trojakich członów: oznak orderu (bez napisów) i złotych ukoronowanych monogramów Waldemara II i Chrystiana V.
Po śmierci odznaczonego odznaki i gwiazdy orderu muszą zostać zwrócone do Kancelarii Orderów Królewskich.

## Odznaczeni
Od 1909 roku duńscy ministrowie są automatycznie odznaczani Komandorią Orderu Danebroga.
Wielcy Komandorzy (lista pełna wszystkich odznaczonych)
- 1808 – Fryderyk VI, duński król, fundator orderu[6]
- 1808 – Christian August II, książę Schleswig-Holstein-Sonderburg-Augustenburg, duński generał[6]
- 1813 – Karol Hessen-Kassel, landgraf Hesji-Kassel, duński marszałek polny[6]
- 1817 – Fryderyk Hessen-Kassel, landgraf Hesji-Kassel, duński marszałek polny[6]
- 1828 – Chrystian, duński książę[6]
- 1840 – Maria Zofia Hessen-Kassel, duńska królowa[6]
- 1841 – Fryderyk, duński następca tronu[6]
- 1854 – Fryderyk Ferdynand, duński dziedziczny książę[6]
- 1860 – Karol XV, szwedzki król[6]
- 1860 – Wilhelm Heski, landgraf Hesji-Kassel[6]
- 1863 – Chrystian IX, duński król[6]
- 1865 – Karolina Amelia Oldenburg, królowa duńska[6]
- 1869 – Fryderyk, duński następca tronu[6]
- 1871 – Jerzy I, grecki król[6]
- 1883 – Luiza Hessen-Kassel, królowa duńska[6]
- 1891 – Aleksander III, rosyjski cesarz[6]
- 1894 – Mikołaj II, rosyjski cesarz[6]
- 1900 – Waldemar, duński książę[6]
- 1901 – Edward VII, brytyjski król[6]
- 1912 – Chrystian X, duński król[6]
- 1912 – Haakon VII, norweski król[6]
- 1913 – Konstantyn I, grecki król[6]
- 1913 – Jerzy V, król brytyjski[6]
- 1920 – Jerzy, grecki i duński książę[6]
- 1936 – Fryderyk, duński książę[2]
- 1937 – Kanut, duński książę[2]
- 1945 – Gustaw V, szwedzki król[2]
- 1947 – Axel, duński książę[2]
- 1948 – Aleksandra, duńska królowa[2]
- 1951 – Jerzy VI, brytyjski król[2]
- 1952 – Gustaw VI Adolf, szwedzki król[2]
- 1958 – Olaf V, norweski król[2]
- 1959 – Ingrid, duńska królowa[2]
- 1963 – Paweł I, grecki król[2]
- 1964 – Konstantyn II, grecki król[2]
- 1968 – Viggo, duński książę[2]
- 1972 – Małgorzata II, duńska królowa[2]
- 1973 – Henryk, książę małżonek duńskiej królowej[2]
- 1975 – Karol XVI Gustaw, szwedzki król[2]
- 1991 – Harald V, norweski król[2]
- 1993 – Benedykta, duńska księżna[2]
- 2004 – Fryderyk, duński następca tronu[2]
- 2004 – Joachim, duński książę[2]

Krzyż Wielki z Gwiazdą z Brylantami
- brak żyjących odznaczonych

Krzyż Wielki (lista pełna żyjących odznaczonych obywateli Danii do listopada 2021)
- 1994 – Otto Erling Møller, ambasador
- 1994 – Jørgen Lyng, generał, szef sił zbrojnych
- 1994 – Niels Erling Nygaard Ersbøll, sekretarz generalny, ambasador
- 1995 – Kjeld Georg Hillingsø, generał porucznik
- 1999 – Ivar Birckner Boye, szef policji
- 2001 – Christian Hvidt, generał, szef sił zbrojnych
- 2001 – Ole Larsen Kandborg, generał porucznik
- 2001 – Jacques Hermann, prezydent sądu najwyższego
- 2002 – Uffe Ellemann-Jensen, minister spraw zagranicznych
- 2005 – Torben Melchior, prezydent sądu najwyższego
- 2005 – Bodil Nyboe Andersen, dyrektor banku narodowego
- 2006 – Per Thornit, szef dworu następcy tronu, szambelan
- 2007 – Hans Jesper Helsø, generał, szef sił zbrojnych
- 2007 – Anders Troldborg, minister obrony
- 2009 – Ulrik Andreas Federspiel, ambasador
- 2009 – Anders Fogh Rasmussen, premier
- 2011 – Knud Bartels, generał, szef sił zbrojnych
- 2012 – Ove Ullerup-Petersen, marszałek dworu, szambelan, ambasador
- 2012 – Henning Fode, szambelan, sekretarz dworu i kapituły orderów
- 2015 – Poul Søgaard, prezes sądu najwyższego
- 2015 – Michael Christiansen, prezes zarządu DR i Uniwersytetu w Aarhus
- 2016 – Bertel Geismar Haarder, wielokrotny minister różnych resortów
- 2017 – Thomas Peter Rørdam, prezes sądu najwyższego
- 2020 – Bjørn Ingemann Bisserup, generał, szef sił zbrojnych
- 2021 – Michael Ehrenreich, marszałek dworu, szambelan